# Angelica dawsoni
Angelica dawsoni är en flockblommig växtart som beskrevs av Sereno Watson. Angelica dawsoni ingår i släktet kvannar, och familjen flockblommiga växter. Inga underarter finns listade i Catalogue of Life.